# Glasbodenboot
Ein Glasbodenboot ist ein Wasserfahrzeug, bei dem Teile des Rumpfes unterhalb der Wasserlinie aus durchsichtigen Materialien gefertigt sind, um Einblicke in Gewässer zu ermöglichen, ohne dabei durch die bewegte Wasseroberfläche gestört zu werden.
Die ersten Glasbodenboote wurde vermutlich Ende des 19. Jahrhunderts in Silver Springs, Florida, gebaut. So soll 1878 Hullman Jones ein solches Boot genutzt haben, um im Wasser nach verwertbaren Baumstämmen zu suchen. Allerdings liegen dazu keine zeitgenössischen Aufzeichnungen vor, die Erfindung wird teilweise auch Phillip Morell zugeschrieben.
Sicher ist, dass John Morell in den 1890er Jahren Glasbodenboote für Ausflugsfahrten einsetzte, 1903 wurde in Silver Springs ein Prozess gegen ihn angestrengt, weil die vielen Besucher den Betrieb im Hafen störten. Das Patent eines Glasbodenboots wurde 1903 von Louis Larson in Muskegon, Michigan eingetragen.
Anfang des 20. Jahrhunderts wurden Glasbodenboote auch zu Forschungszwecken eingesetzt, ab 1912 zum Beispiel im Adriatischen Meer.

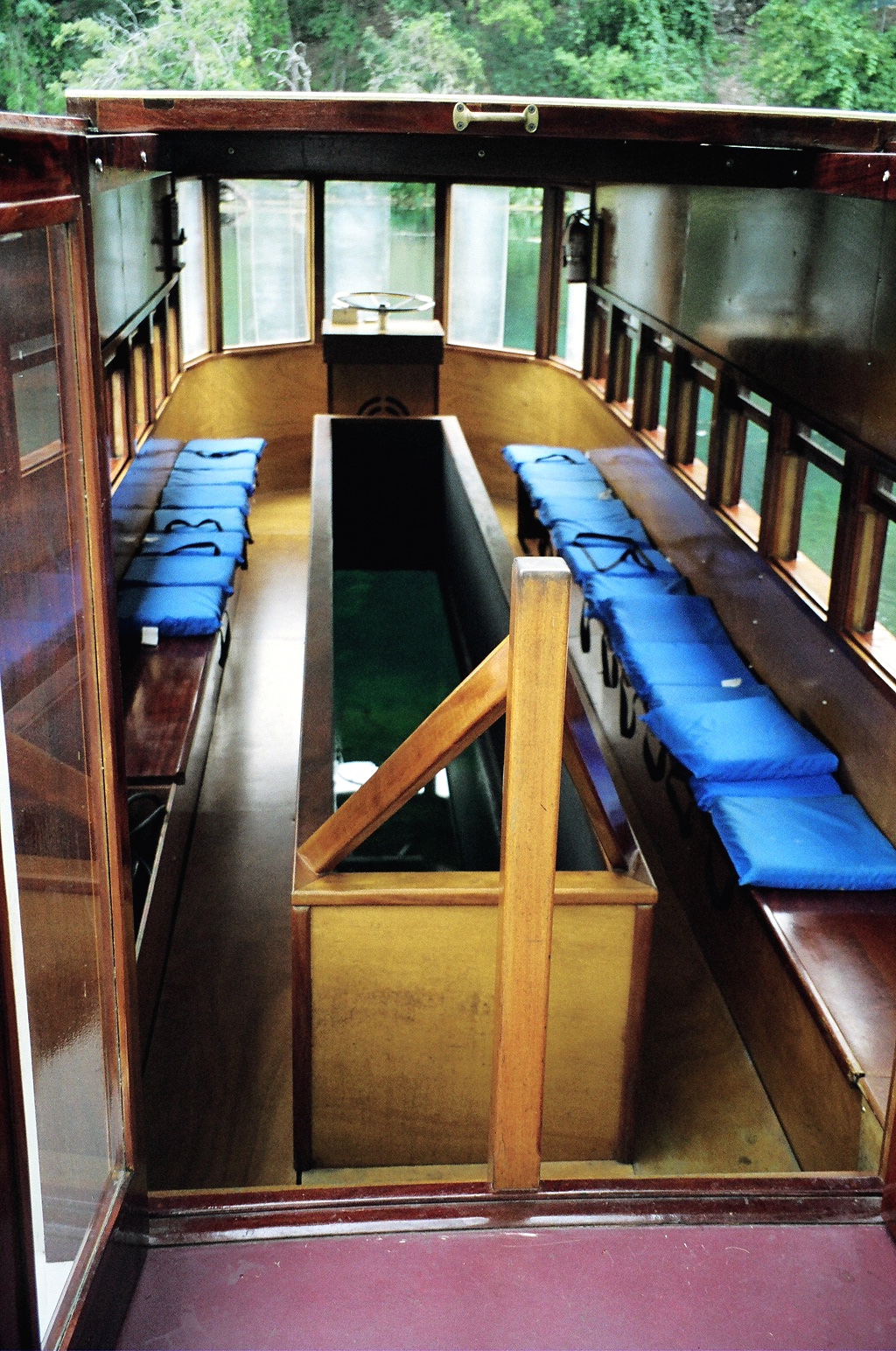
Innenansicht eines Glasbodenboots im Aquarena Center bei San Marcos, Texas
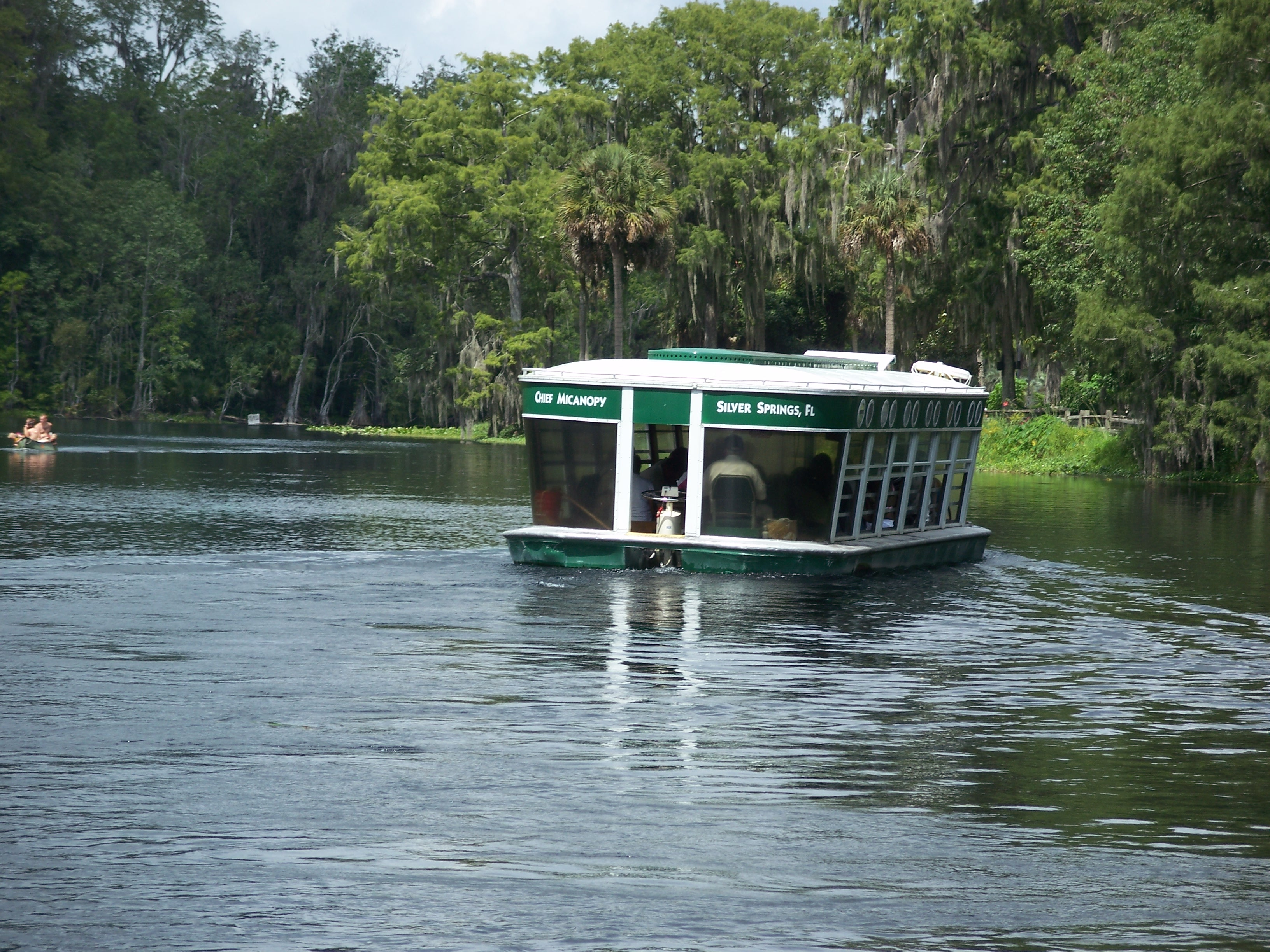
Glasbodenboot im Silver Springs Nature Theme Park bei Ocala
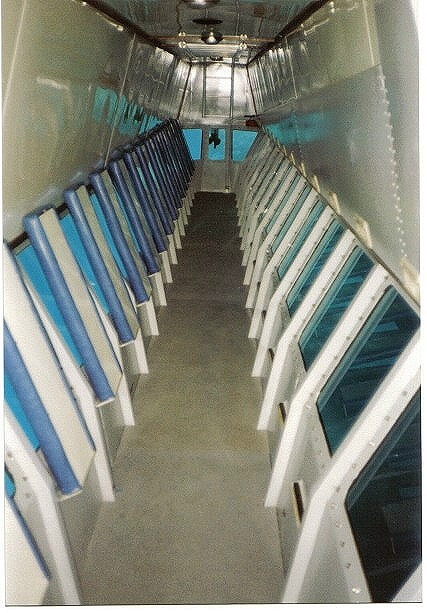
Modernes Glasbodenboot am Great Barrier Reef
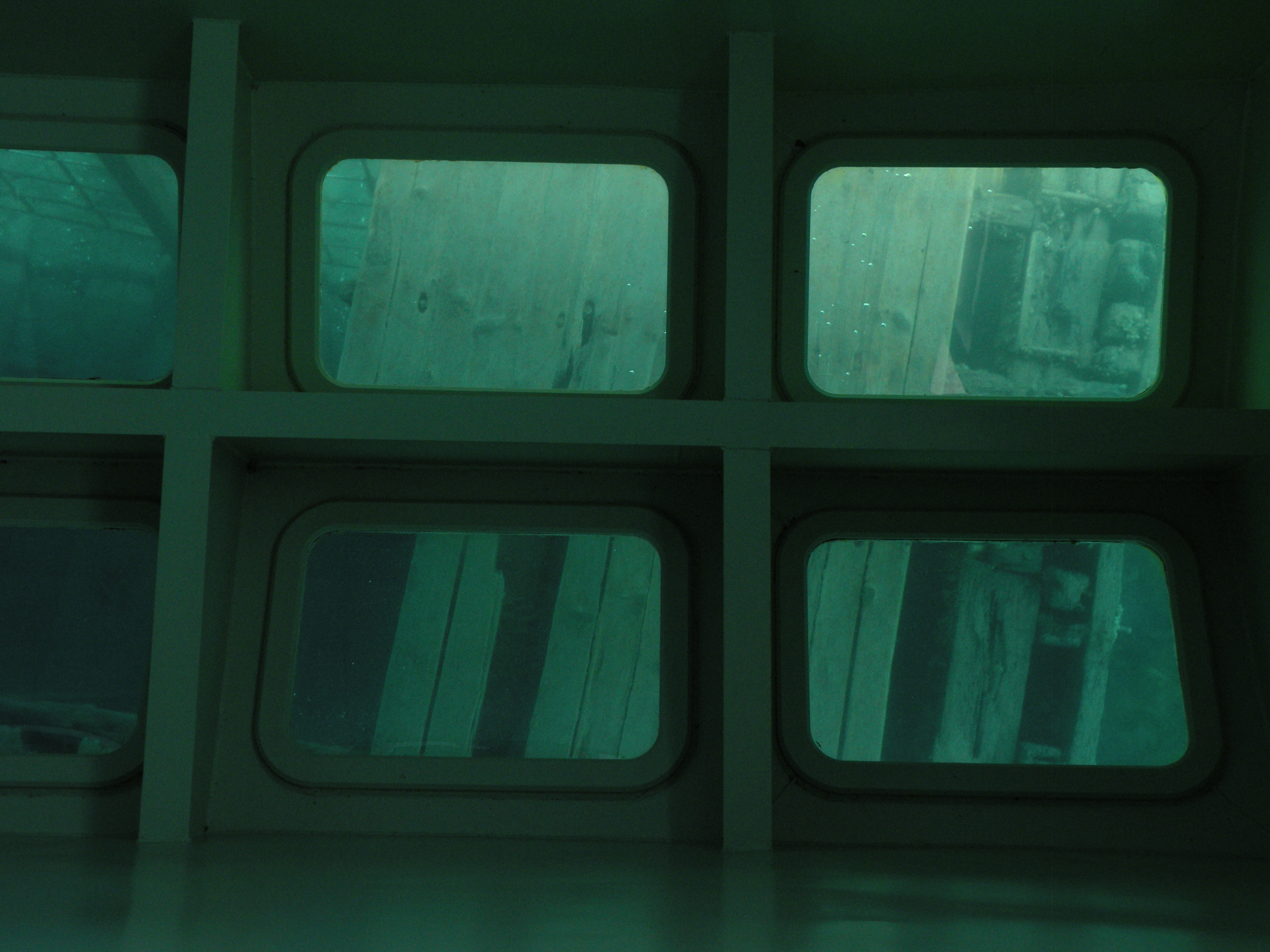
Ausblick aus einem Glasbodenboot im Fathom Five National Marine Park, Kanada